# Чербел
Чербел (рум. Cerbăl) — село у повіті Хунедоара в Румунії. Адміністративний центр комуни Чербел.
Село розташоване на відстані 304 км на північний захід від Бухареста, 18 км на південний захід від Деви, 129 км на південний захід від Клуж-Напоки, 115 км на схід від Тімішоари.

## Населення
За даними перепису населення 2002 року у селі проживали 122 особи, з них 120 осіб (98,4%) румунів. Рідною мовою 120 осіб (98,4%) назвали румунську.